# Данильчик Оксана Олексіївна
Оксана Олексіївна Данильчик (біл. Аксана Аляксееўна Данільчык; нар. 15 листопада 1970, Мінськ) — білоруська поетеса, кандидатка філологічних наук.

## Біографія
Авторка статей, присвячених білоруській та італійській літературам. Перекладає з італійської мови, досліджує італійську літературу та її взаємини з білоруською.
Разом з поетом Віктором Жибулем упорядкувала антологію білоруської жіночої поезії міжвоєнного періоду «Блискавиці» (2017).
Її вірші друкувались у білоруських періодичних виданнях, входили до колективних збірників та антологій, перекладені англійською, італійською, російською, литовською, польською та українською мовами (переклад Оляна Рута), Дмитро Чередниченко (Чередниченко Дмитро Семенович).
Брала участь у Міжнародним фестивалі інтеграції слова у сучасному арт-просторі «Lytavry» (Чернігов) у 2019 році. 

## Творчість
Авторка поетичних збірок «Абрис Скорпіона» (1996), «Il Mezzogiorno. Південь» (2006), «Сон, який неможливо заборонити» (2011), книжки віршів для дітей «Павутинка на аґрусі» (2005), «Блюменштрасе» (e-book, 2018), "Час зовнішньої відсутності" (2024).
2019 року в Італії вийшла її книга віршів в перекладі на італійську «Il canto del ghiaccio».

## Інтерв'ю
1. Оксана Данильчик: "Павутинка на агрусі". Розмовляла Я. Хоменко. http://www.linzafrenelya.co.ua/Danylchyk_ua.html [Архівовано 15 вересня 2021 у Wayback Machine.]